# Elecciones presidenciales de Gambia de 2011
Las elecciones presidenciales se llevaron a cabo en Gambia el 24 de noviembre de 2011. El presidente Yahya Jammeh, incumbente desde el golpe de Estado de 1994, del partido Alianza por la Reorientación Patriótica y la Construcción, se enfrentó con Ousainou Darboe, del Partido Democrático Unificado, y Hamat Bah, del Frente Unido, y fue reelegido con una victoria aplastante, recibiendo el 71% de los votos con una participación del 83% del electorado.

## Sistema electoral
El Presidente de Gambia es elegido en la primera ronda por pluralidad de votos para un mandato de cinco años.
En lugar de utilizar papeletas, las elecciones en Gambia se llevan a cabo usando canicas. Cada votante recibe una canica y la coloca en un tubo en la parte superior de un sellado tambor que corresponde al candidato favorito de ese votante. Los tambores de diferentes candidatos están pintadas de diferentes colores correspondientes a la afiliación a un partido del candidato, y una foto del candidato se colocará en su correspondiente tambor. El sistema tiene las ventajas de bajo costo y simplicidad, tanto para la comprensión de cómo votar y para el recuento de los resultados. Se ha comprobado que el método tiene un porcentaje de error muy bajo para las votaciones mal ubicados.

## Observadores internacionales
Las elecciones fueron supervisadas por la Unión Africana que alabó el proceso, la Unión Europea, la Organización de Cooperación Islámica y la Mancomunidad de Naciones. La Comunidad Económica de Estados de África Occidental (CEDEAO) no envió observadores debido al "nivel inaceptable de control en los medios electrónicos y de comunicación por el partido en el poder, más una oposición y electorado reprimidos e inimidados".
Antes de las elecciones Jammeh había reclamado que "Nunca se debe poner en peligro la paz y la estabilidad en el altar de la llamada democracia", y afirmó que "no hay manera en la que yo pueda perder, a menos que todas las personas en Gambia se hayan vuelto locas", y afirmó que los periodistas reprimidos representaban solo el 1% de la población, y que no podían hablar por el otro 99%.
En el día de la elección, Hamat Bah afirmó que no había oído hablar de cualquier intimidación de sus seguidores, pero Darboe afirmó que la votación fue fraudulenta y rechazó el resultado. Una de las principales quejas de Darboe fue la intimidación al electorado por medio de la presencia de vehículos militares en las calles. La Comisión Electoral Independiente aseguró que no había intimidación alguna, y que "es imposible manipular elecciones en Gambia".
También hubo críticas a la organización de la elección, pues muchos votantes fueron a la estación de votación equivocada.

## Resultados
| Candidato                          | Partido                                                    | Votos   | %    |
| ---------------------------------- | ---------------------------------------------------------- | ------- | ---- |
| Yahya Jammeh                       | Alianza para la Reorientación Patriótica y la Construcción | 470.550 | 71.5 |
| Ousainou Darboe                    | Partido Democrático Unificado                              | 114.177 | 17.4 |
| Hamat Bah                          | Frente Unido                                               | 73.060  | 11.1 |
| Total                              | Total                                                      | 657.904 | 100  |
| Votantes registrados/participación | Votantes registrados/participación                         | 796.929 | 82.6 |
| Fuente: Adam Carr                  |                                                            |         |      |